# Yama

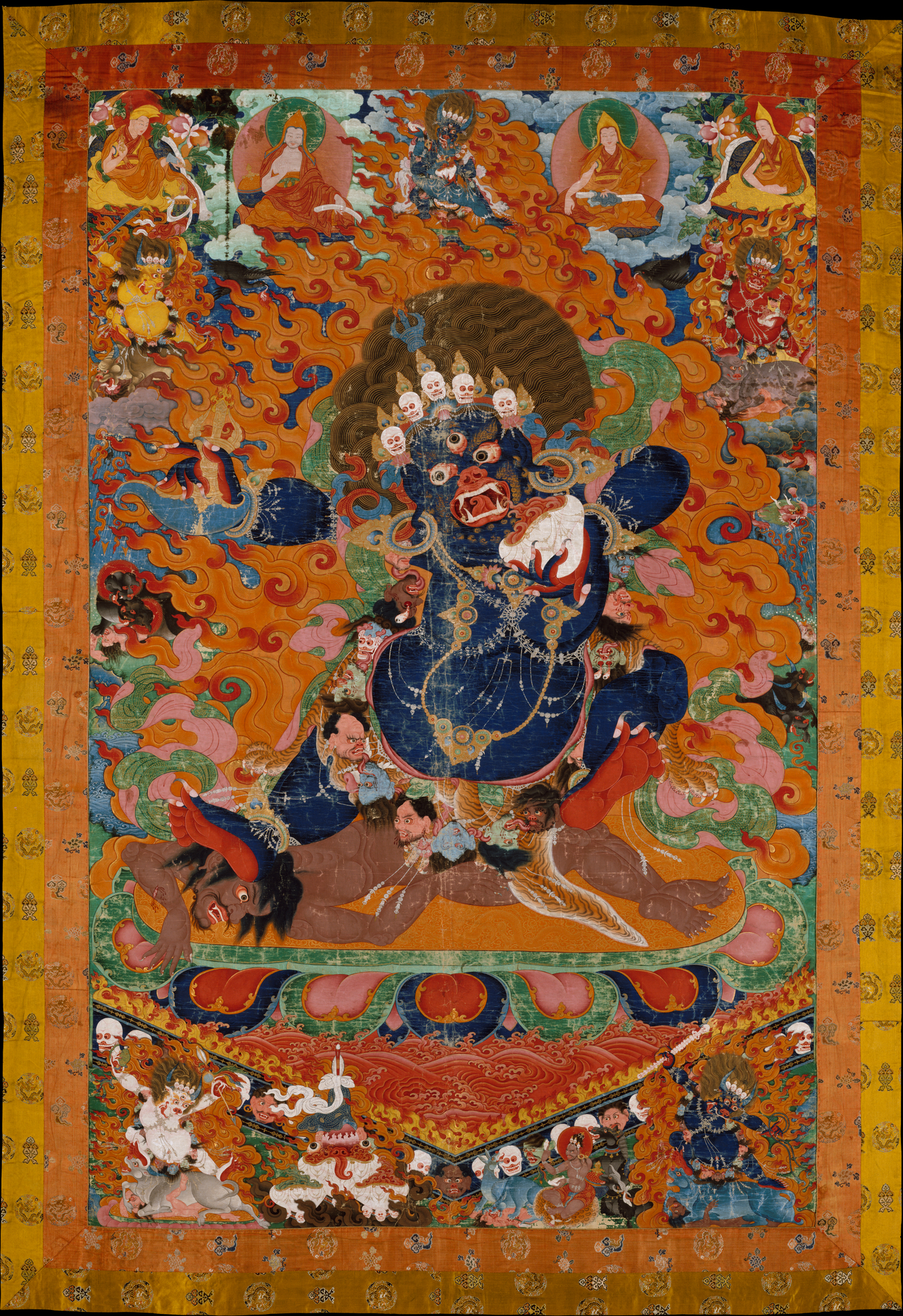
Raffigurazione di Yama proveniente dal Tibet, XVII-XVIII secolo.

Presso la religione induista, Yama è il Deva della morte, «colui che irrimediabilmente trattiene con sé», padrone del regno infero; la sua figura si occupa del controllo totale e del trapasso delle anime da un mondo all'altro. Figlio di Surya (dio del Sole) e della dea Saranyu, viene chiamato anche Yamadeva (dio Yama), Yamaraja (re Yama), Dharma (Giustizia, poiché ha il compito di giudicare le destinazioni delle anime) e Kāla (Tempo, poiché è quest'ultimo a decretare il momento della morte). Svolge la sua funzione di giudice assieme a Chitragupta; padrone della direzione Sud, è accompagnato da una moltitudine di spiriti inquieti e costantemente insoddisfatti. È anche considerato il signore dei Pitri, gli spiriti degli antenati.

## Origini e caratteristiche
La prima apparizione di Yama avviene nei Veda. È considerato il primo uomo sulla terra, e sono state ritrovate forme parallele di questa figura che rappresenta il possessore dell'inferno, come figura storica in tutta l'Eurasia. È noto come Yima presso i fedeli di Zoroastro, è considerato della stessa natura di Ymir delle leggende nordiche, mentre è divenuto Ema nelle leggende giapponesi. Inoltre si può fare un paragone con il dio greco degli inferi, Ade, il dio romano Plutone, e con la divinità egizia Anubis.
Il nome deriva dalla radice yam (fossa, fossato nelle lingue slave "jama").
Nelle raffigurazioni tradizionali appare con il corpo verde, con gli occhi infuocati, vestito con abiti rossastri, cavalcante un bufalo nero.
Talvolta è rappresentato come un vecchio armato di spada e scudo.
Nella tradizione vedica, Yama (fratello di Manu, progenitore dell'umanità) è considerato il primo uomo che morì, espiando le proprie colpe e ottenendo rifugio presso la dimora celeste; in virtù di questo suo primato, ottenne il controllo sui defunti. In alcuni passaggi, tuttavia, ci si riferisce a lui già come al dio della morte.
Nella Kaṭha Upaniṣad Yama è colui che istruisce il giovane Naciketas sulle modalità del sacrificio che conduce al mondo degli dèi e, non senza qualche esitazione, sulla sorte degli uomini dopo la loro morte. Il Deva rivela a Naciketas il potere della sillaba Om, mantra della concentrazione, attraverso la quale è possibile giungere alla liberazione ed alla completa identificazione con il sé an-egoico dell'ātman.
Durante i funerali, tuttora gli indiani recitano inni vedici dedicati a Yama.